# Ahedo (Cantabria)
Ahedo es una localidad española del municipio de Ampuero, perteneciente a la comunidad autónoma de Cantabria.  

## Geografía
La localidad está situada a 120 m s. n. m. y a 3 kilómetros de la capital municipal, Ampuero.

## Demografía
En 2023, la entidad singular de población tenía empadronados veintiocho habitantes.